# Isérables
Isérables – miejscowość i gmina (commune) w południowej Szwajcarii, w kantonie Valais, w okręgu (district) Martigny.  

## Demografia
W Isérables mieszka 816 osób. W 2021 roku 4,7% populacji gminy stanowiły osoby urodzone poza Szwajcarią. 